# Bicocca degli Arcimboldi
La Bicocca degli Arcimboldi è un villino nobiliare costruito nella seconda metà del XV secolo come dimora di campagna della famiglia degli Arcimboldi. Situata un tempo in un'area totalmente rurale non distante da Milano, si trova oggi all'interno dell'omonimo quartiere, in un contesto ormai totalmente urbanizzato.

## Storia
Successivamente al periodo dell'Aurea Repubblica Ambrosiana, nel corso della seconda metà del XV secolo, la nobile famiglia Arcimboldi di Parma fece costruire in quest'area a circa cinque chilometri a nord di Milano il proprio villino di campagna. Esso deve il proprio nome di "bicocca" al fatto di essere una sorta di roccaforte o castello di modeste proporzioni, collocato al tempo in un contesto totalmente rurale.
Alcuni studi condotti hanno individuato due date di riferimento all'interno delle quali ascrivere il periodo in cui si sarebbe svolta la sua costruzione: innanzitutto il 1464, anno in cui venne realizzato il Banco Mediceo di Milano, dal quale deriverebbe il fregio marcapiano presente sotto l'altana col motto droit semper; in secondo luogo il 1488, anno della missione in Ungheria di Guido Antonio Arcimboldi presso la corte di Mattia Corvino, in commemorazione della quale egli commissionò la decorazione del portico (nascosta oggi da successivi graffiti).

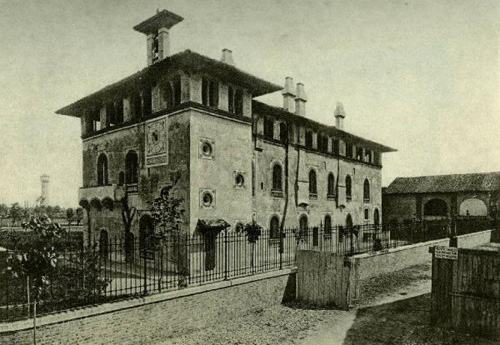
La villa Bicocca degli Arcimboldi ai primi del Novecento

Dopo l'estinzione degli Arcimboldi, avvenuta nel 1732, il villino passò agli Arconati, poi ai Busca ed in seguito ai Sormani. Subì nel corso del primo decennio del Novecento un pesante restauro diretto probabilmente da Luca Beltrami ed eseguito da Ambrogio Annoni, architetto della Sovrintendenza. Il restauro, di stampo storicista, vide la ricostruzione in stile di alcune parti dell'edificio, avvenuta a partire da alcune tracce originali o secondo un'analogia con alcuni similari edifici del tempo. Vennero in quest'occasione inseriti diversi camini e, sul fronte orientale, un campanile a vela, provvisto di orologio. Nel corso del 1918 la Bicocca degli Arcimboldi passò definitivamente nelle mani dei Pirelli, che qui alla Bicocca avevano stabilito il nuovo distretto produttivo della Pirelli. Il villino divenne la sede del museo della gomma e della scuola materna per i figli dei lavoratori impiegati alla Pirelli.
Nel 1933 venne eseguito un secondo restauro sempre per mano di Ambrogio Annoni, che interessò principalmente le decorazioni della sala delle dame, scoperta nel corso del precedente restauro. 
Negli anni cinquanta Piero Portaluppi condusse un terzo restauro che vide la creazione di un grosso scalone d'onore e una più generale ridistribuzione degli spazi (dettata da necessità di carattere funzionale). La Bicocca degli Arcimboldi da allora divenne infatti la sede di rappresentanza della Pirelli, con sale riunioni e sale di rappresentanza, oltre che con la mensa per i dirigenti.
Nel corso degli anni novanta il villino subì un ultimo restauro che interessò il giardino e gli arredi, condotto sotto la direzione di Piero Castellini. Da allora la Bicocca degli Arcimboldi non ha subito ulteriori interventi, e si presenta al giorno d'oggi - per quanto ormai inserita in un contesto totalmente urbanizzato - come uno dei rari esempi di architettura civile quattrocentesca di campagna.

### La battaglia della Bicocca
Nei pressi della Bicocca degli Arcimboldi ebbe luogo il 27 aprile 1522 la celebre Battaglia della Bicocca, che vide contrapposti l'esercito spagnolo di Carlo V d'Asburgo e l'armata francese di Francesco I di Valois, durante la Quarta guerra d'Italia (1521–1526). La battaglia vide la sconfitta dei francesi, con un bilancio di oltre tremila caduti: da qui il celebre detto: C'est une bicoque per simboleggiare una disfatta. Una raffigurazione della battaglia è presente nella cappella di Sant'Antonino in Segnano.
Con la scomparsa degli Arcimboldi nel 1727, la villa era poi passata ad altre famiglie e col tempo aveva conosciuto un certo degrado. Restaurata a inizio Novecento, a partire dal 1913 ospitò i primi esperimenti di "scuola all'aperto" per bambini di salute cagionevole, promossa dall'associazione privata "Per la scuola" costituita da medici, insegnanti, privati cittadini ed enti, con un comitato di patronesse guidato dalla contessa Carla Visconti di Modrone e da Maria Giovanna Pirelli. Nel 1918 fu poi acquisita dalla Pirelli che già possedeva, nei pressi, i propri stabilimenti e borghi.

## Descrizione

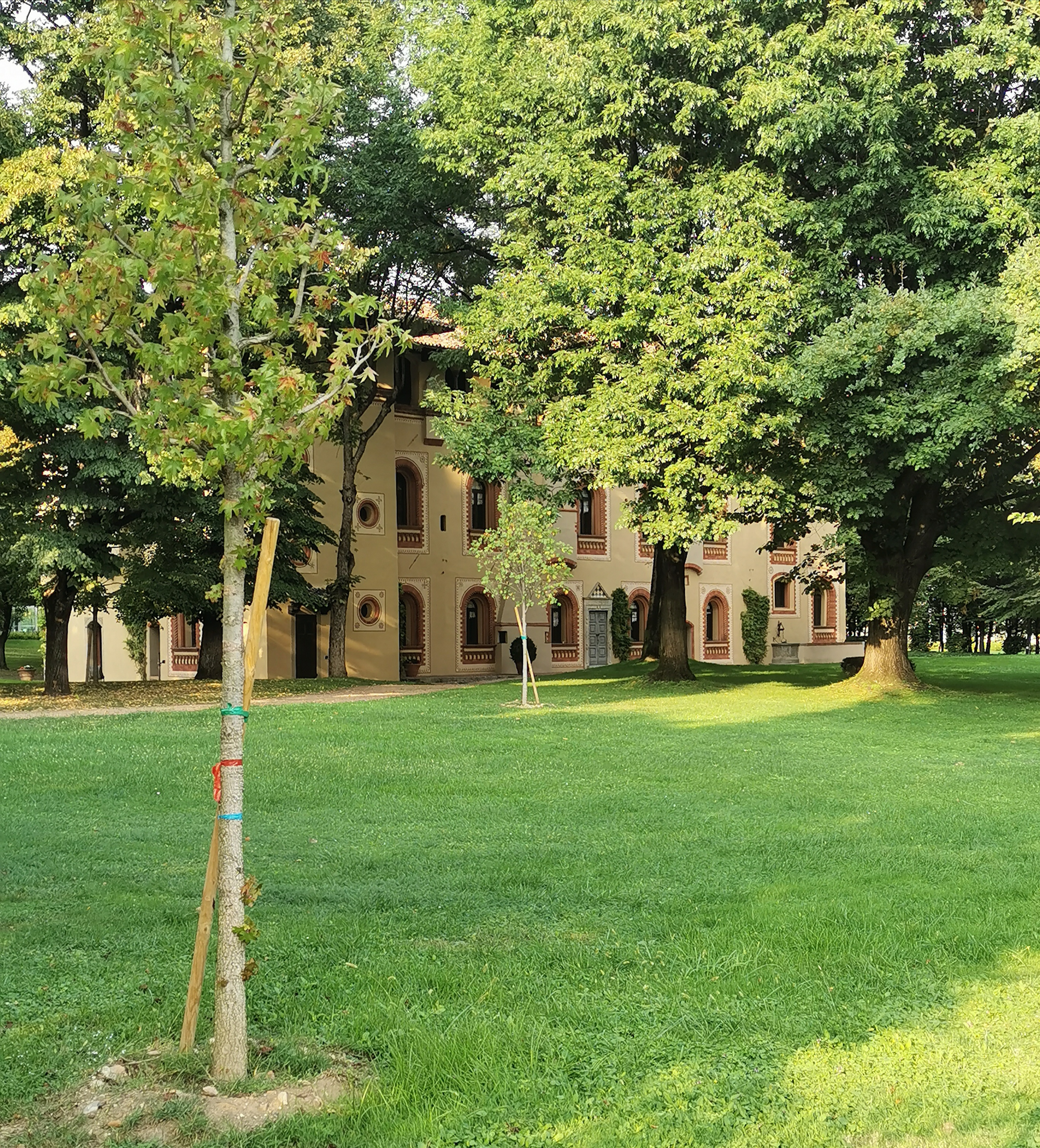
Bicocca vista dal lato opposto al portico

L'edificio si articola su tre livelli, sviluppandosi su una pianta di forma rettangolare lunga 40 m e larga 13. Sul fronte di levante presenta un porticato a colonne sviluppato su cinque arcate a tutto sesto, collocate asimmetricamente, con soffitto in legno a capriate. L'ultimo piano è costituito da un loggiato che si estende per tutta la superficie della villa, ricoperto da capriate lignee a sostegno delle falde del tetto. Una cantina con volta a crociera si estende solo parzialmente su una porzione quadrata del tetto. L'unico collegamento verticale precedente il restauro novecentesco (che ha visto l'introduzione di uno scalone interno a tre rampe) era la scala esterna presente nell'avancorpo all'estremità della facciata meridionale.
Alcuni affreschi conservati all'interno della sala delle dame costituiscono un rarissimo esempio di rappresentazione degli svaghi e delle occupazioni delle dame di corte: vi sono raffigurate alcuni momenti della giornata della padrona, dalla sveglia accompagnata dalla musica, al gioco degli scacchi, fino alla preparazione del letto nuziale. Essi sono considerati uno dei migliori cicli di affreschi lombardi di tutto il XV secolo.

### Decorazione pittorica
L'edificio ospita numerose testimonianze dell'originale decorazione pittorica, in diversi stati di conservazione. In particolare i restauri completati negli anni novanta del Novecento hanno contribuito a consolidare e a far conoscere i resti delle pitture che decoravano l'altana e il portico.
Tra le finestre dell'altana sono state restaurate in particolare due figure: un disegno preparatorio di un cavaliere stante con armatura, riferibile agli stilemi del gotico internazionale, e una figura cinquecentesca, di tre quarti.
Al primo piano la cosiddetta sala delle dame, che prende il nome dal soggetto del ciclo di affreschi quattrocenteschi che ne decora le pareti, presenta diverse scene in cui sono raffigurate, inquadrate all'interno di padiglioni, le diverse occupazioni femminili. Le scene ancora leggibili, grazie in particolare ai restauri realizzati nel 1933 da Mauro Pelliccioli, sono solo 5, e raffigurano alcune donne mentre preparano o sistemano il letto, fanno musica con alcuni strumenti musicali dell'epoca, pettinano quella che probabilmente era la padrona di casa, giocano a scacchi, tagliano e cuciono alcune stoffe (e in quest'ultima scena è raffigurata anche una nana). Le scene possono essere lette come la semplice rappresentazione dei diversi momenti della giornata della padrona di casa, ma rimandano anche alla tradizione dei Tacuina sanitatis, proprio per la scelta di illustrare realisticamente momenti di vita. Questi affreschi, di incerta datazione (seppur ascrivibili con sicurezza alla seconda metà del XV secolo), presentano però caratteristiche acconciature femminili, che li mettono in dialogo con altri cicli decorativi lombardi, e in particolare quelli di Palazzo Borromeo a Milano.
Agli interventi operati da Piero Portaluppi nel 1953, con l'inserimento di uno scalone e la conseguente eliminazione della soffittatura del locale prescelto per questa modifica, si deve il fatto che le pitture dell'ambiente corrispondente al primo piano risultino come sospese. Diverse figure appaiono intente agli svaghi campestri delle classi agiate: una donna appare intenta alla pesca, altre due raccolgono fiori di campo e un fascio di fieno o paglia, mentre due suonatori di strumenti a fiato (bombarda e cornamusa) accompagnano le danze di dame e cavalieri (il ciclo si presenta però lacunoso, e diverse figure risultano ormai perdute).
Gli affreschi del portico sono invece quasi completamente scomparsi, anche se rimane un frammento, ridotto allo stato di sinopia, di una delle scene che dovevano comporre un vero e proprio ciclo sulle sue pareti. Il soggetto delle pitture è però noto grazie ad un'orazione composta nel 1550, in occasione della nomina ad arcivescovo di Milano di Giovannangelo Arcimboldi. Composto dall'umanista Marcantonio Maioragio, il testo indica chiaramente come le diverse scene del ciclo rappresentassero le diverse tappe e i diversi momenti in cui si era articolata la missione diplomatica condotta in Ungheria dal predecessore dell'arcivescovo, Guidantonio Arcimboldi, per conto degli Sforza. Le fonti collocano la missione nel 1488, pochi mesi dopo la celebrazione per procura del matrimonio tra Giovanni Corvino, figlio illegittimo del re d'Ungheria Mattia Corvino, e Bianca Maria Sforza (poi invece andata in sposa all'imperatore Massimiliano d'Asburgo, in seguito all'annullamento di questa unione): l'obiettivo, oltre che definire delicate questioni politiche, era accordarsi circa i dettagli del viaggio che la sposa avrebbe intrapreso nei mesi successivi (o almeno così si pensava) per raggiungere lo sposo. Le pitture del portico furono poi commissionate dallo stesso Guidantonio per celebrare e ricordare ai posteri la missione diplomatica da lui condotta.